# Druga moška sklanjatev
V drugo moško sklanjatev spadajo samostalniki moškega spola, ki imajo v rodilniku končnico -e (izvzet je samostalnik dán dné). Sklanjamo jih lahko tudi po vzorcu prve moške sklanjatve. Druga moška sklanjatev je enaka prvi ženski sklanjatvi, saj imata obe enake končnice.

## Primer
| 2. moška sklanjatev |         |           |           |
| Sklon\Število       | Ednina  | Dvojina   | Množina   |
| Imenovalnik         | sluga   | slugi     | sluge     |
| Rodilnik            | sluge   | slug      | slug      |
| Dajalnik            | slugi   | slugama   | slugam    |
| Tožilnik            | slugo   | slugi     | sluge     |
| Mestnik             | o slugi | o slugah  | o slugah  |
| Orodnik             | s slugo | s slugama | s slugami |

## Posebnosti
- V imenovalniku ednine je posebnost končnica -e (namesto -a): kamikaze.
- Rodilnik in tožilnik ednine se sicer razlikujeta, vendar se kategorija živosti kaže v ustreznem prilastku: pokličite našega delovodjo; videti delovodjo zadovoljnega.
- Samostalniki z j na koncu soglasniškega sklopa dobijo v rodilniku dvojine in množine neobstojni i: delovodje delovodij.[2]